# Condado de Gogebic
O Condado de Gogebic é um dos 88 condados do estado norte-americano do Michigan. A sede do condado é Bessemer, e sua maior cidade é Bessemer.
O condado possui uma área de 3 824 km² (dos quais 970 km² estão cobertos por água), uma população de 16427 habitantes, e uma densidade populacional de 6 hab/km² (segundo o censo dos Estados Unidos de 2010).